# Petr Pořízka
Petr Pořízka (* 15. října 1974, Prostějov) je český lingvista, bohemista a vysokoškolský pedagog.

## Stručný životopis
Po maturitě na prostějovském Gymnáziu Jiřího Wolkera vystudoval na Filozofické fakultě Univerzity Palackého v Olomouci obory česká filologie – hudební výchova (titul Mgr. v r. 1999). Roku 2000 získal na Pedagogické fakultě Univerzity Palackého doktorát z hudební teorie a pedagogiky obhajobou rigorózní práce Slovenské tonality a jejich přesahy do písňového folkloru moravského (titul PhDr.) a poté započal doktorská studia na Katedře bohemistiky FF UP. V r. 2010 obhájil disertační práci Transkripce a sběr dat v korpusech mluvené češtiny (titul Ph.D.). 
Profesně se věnuje mluvenému jazyku (fonetika, fonologie, ortoepie), korpusové lingvistice a počítačovému zpracování přirozeného jazyka; příležitostně i vztahům hudby a řeči. Působí jako odborný asistent na Katedře bohemistiky FF UP. V letech 2006 až 2018 byl ředitelem Letní školy slovanských studií FF UP; v r. 2007 založil při FF UP a do r. 2012 řídil Národní testovací centrum Evropského konsorcia pro jazyky a zavedl první mezinárodně certifikované zkoušky češtiny pro cizince. Zabývá se i tvorbou korpusových databází (zejm. autentické mluvené češtiny nebo autorských korpusů), dlouhodobě buduje databázi autentické mluvené češtiny (Olomoucký mluvený korpus). Problematice počítačové a korpusové lingvistiky je věnována jeho knižní monografie Tvorba korpusů a vytěžování jazykových dat: metody, modely, nástroje (2014). 
Je ženatý, má dvě děti.

## Dílo
- POŘÍZKA, Petr. Tvorba korpusů a vytěžování jazykových dat: metody, modely, nástroje. Olomouc: Vydavatelství Filozofické fakulty Univerzity Palackého, 2014. 288 s. ISBN 978-80-87895-17-7.